# Роббінс (Іллінойс)
Роббінс (англ. Robbins) — селище (англ. village) в США, в окрузі Кук штату Іллінойс. Населення — 4629 осіб (2020).

## Географія
Роббінс розташований за координатами 41°38′35″ пн. ш. 87°42′29″ зх. д. / 41.64306° пн. ш. 87.70806° зх. д. (41.643124, -87.708103).  За даними Бюро перепису населення США в 2010 році селище мало площу 3,75 км², уся площа — суходіл.

## Демографія
Згідно з переписом 2010 року, у селищі мешкало 5337 осіб у 1747 домогосподарствах у складі 1127 родин. Густота населення становила 1422 особи/км².  Було 2047 помешкань (545/км²).
Расовий склад населення:
| - 94,0 % — чорних або афроамериканців - 3,6 % — білих - 0,3 % — корінних американців - 0,1 % — азіатів |

До двох чи більше рас належало 1,2 %. Частка іспаномовних становила 3,3 % від усіх жителів.
За віковим діапазоном населення розподілялося таким чином: 28,0 % — особи молодші 18 років, 57,0 % — особи у віці 18—64 років, 15,0 % — особи у віці 65 років та старші. Медіана віку мешканця становила 36,3 року. На 100 осіб жіночої статі у селищі припадало 94,1 чоловіків;  на 100 жінок у віці від 18 років та старших — 90,7 чоловіків також старших 18 років.
Середній дохід на одне домашнє господарство  становив 37 588 доларів США (медіана — 23 614), а середній дохід на одну сім'ю — 52 549 доларів (медіана — 44 803). Медіана доходів становила 25 612 долари для чоловіків та 45 606 доларів для жінок. За межею бідності перебувало 32,0 % осіб, у тому числі 42,2 % дітей у віці до 18 років та 21,6 % осіб у віці 65 років та старших.
Цивільне працевлаштоване населення становило 1480 осіб. Основні галузі зайнятості: освіта, охорона здоров'я та соціальна допомога — 19,3 %, роздрібна торгівля — 17,0 %, мистецтво, розваги та відпочинок — 10,1 %, транспорт — 9,7 %.